# Coryn Labecki
Coryn Labecki, née Rivera le 26 août 1992 à Garden Grove, est une coureuse cycliste professionnelle américaine. Elle a des résultats exceptionnels durant sa jeunesse avec 68 titres de championne des États-Unis toutes disciplines confondues. Chez les élites, elle se révèle véritablement en 2017 avec des victoires sur le Trofeo Alfredo Binda, RideLondon-Classique et surtout le Tour des Flandres. En 2018, elle devient championne des États-Unis sur route et remporte The Women's Tour. C'est une sprinteuse légère, capable d'obtenir de bons résultats sur des parcours difficiles.

## Biographie
Les parents de Coryn Rivera ont immigré aux États-Unis en provenance des Philippines. Son père participe à des courses de motocross dans son pays d'origine. Une fois arrivée aux États-Unis, il participe à des courses de motos et de VTT. En raison de blessures, il passe finalement au cyclisme sur route. Coryn Rivera participe à des randonnées en tandem avec son père. À l'âge de onze ans, elle se lance pour la première fois dans une course de vélo, qu'elle remporte.
Au total, elle gagne 68 titres dans les catégories jeunes, que ce soit sur route, piste, VTT ou cyclo-cross. Elle est rapide au sprint et brille particulièrement sur les critériums,.
En 2015, elle remporte les quatrième et cinquième étapes de la Redlands Bicycle Classic. Sur le Tour de Thuringe, Coryn Rivera est quatrième de la troisième étape secteur b qui se termine dans le mur de Meerane. Elle prend ensuite la bonne échappée lors de la cinquième étape et s'impose au sprint.

### Premier succès international (2016)
Sur le Tour de Thuringe 2016, Coryn Rivera se classe troisième du sprint de la première étape derrière Marianne Vos et Lisa Brennauer,. Sur la troisième étape, une première échappée constituée d'Alexis Ryan et de Coryn Rivera part après le premier prix de la montagne. Elles se font cependant rapidement reprendre par le peloton. La deuxième se classe septième de l'étape. Elle est encore quatrième de la cinquième étape puis huitième le lendemain. Sur la dernière étape, une échappée se forme avec Coryn Rivera, Moniek Tenniglo, Amy Pieters, Tatiana Guderzo, Nicole Hanselmann et Rachel Neylan. L'écart monte rapidement à deux minutes. Alors que le groupe de tête voit le peloton revenir rapidement sur lui, Coryn Rivera et Amy Pieters se joue la victoire au sprint. L'Américaine devance la Néerlandaise de peu. Elle est dixième du classement général final.

### Tour des Flandre et Trofeo Binda (2017)

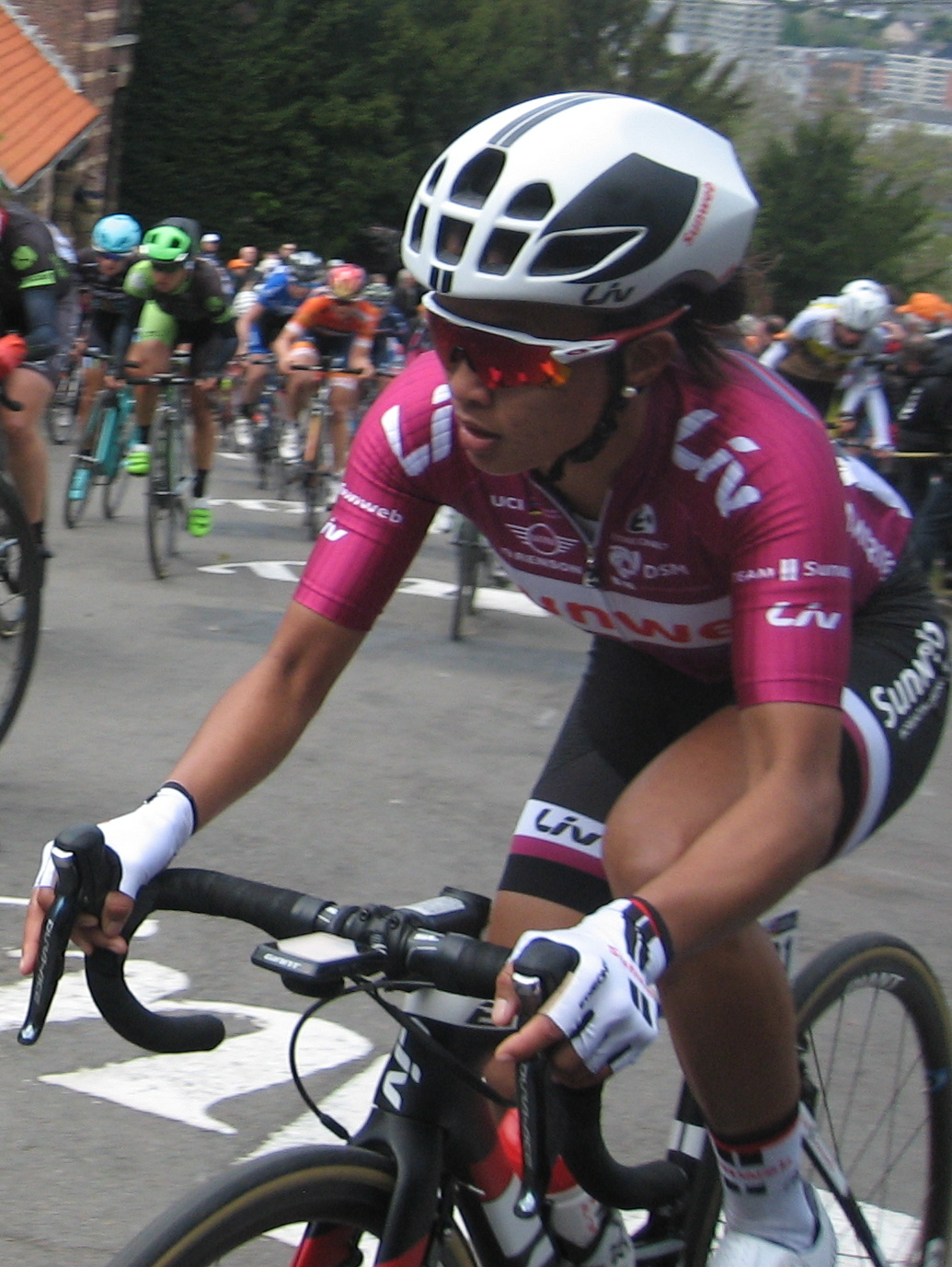
À la Flèche wallonne

Au  Trofeo Alfredo Binda-Comune di Cittiglio, Coryn Rivera fait partie du groupe de tête dans la dernière ascension. Le groupe est repris. Ensuite, la formation Sunweb et Ellen van Dijk en particulier mène le peloton. La victoire se joue au sprint. Ellen van Dijk lance le sprint pour Coryn Rivera. Elle mène le sprint de bout en bout et s'impose,. Sur Gand-Wevelgem, Coryn Rivera confirme sa bonne forme du moment en se classant troisième du sprint. Au Tour des Flandres, un groupe de quatre échappée comprenant Elisa Longo Borghini, Anna van der Breggen, Annemiek van Vleuten et Katarzyna Niewiadoma a une trentaine de secondes d'avance à dix kilomètres de l'arrivée. Grâce au travail d'Ellen van Dijk, elles sont reprises sous la flamme rouge. Coryn Rivera s'impose au sprint et prend la tête du classement World Tour,.
À l'Amstel Gold Race, elle fait partie de la tête de la course durant toute l'épreuve. Sur la dernière ascension du Cauberg, elle est distancée et se classe sixième,,. À la Flèche wallonne, elle ne suit pas l'attaque de Deignan, Van der Breggen et Niewiadoma et prend la septième place,. Au Tour de Californie, Coryn Rivera est huitième et septième des deux premières étapes qui sont montagneuses. Elle remporte ensuite au sprint la troisième étape avant de se classer deuxième de la dernière étape. Elle est sixième du classement général,.
En août, à la RideLondon-Classique, la préparation du sprint est confuse. Dans la dernière ligne droite, Lisa Brennauer lance avec Lotta Lepistö dans sa roue. Les deux coureuses réalisent un trou, mais Coryn Rivera parvient à les reprendre puis à les doubler. Coryn Rivera est deuxième du sprint massif à La Madrid Challenge by La Vuelta derrière Jolien D'Hoore. Aux championnats du monde du contre-la-montre par équipes, elle fait partie de la composition de la formation Sunweb qui remporte le titre.

### Women's Tour et championne des États-Unis (2018)

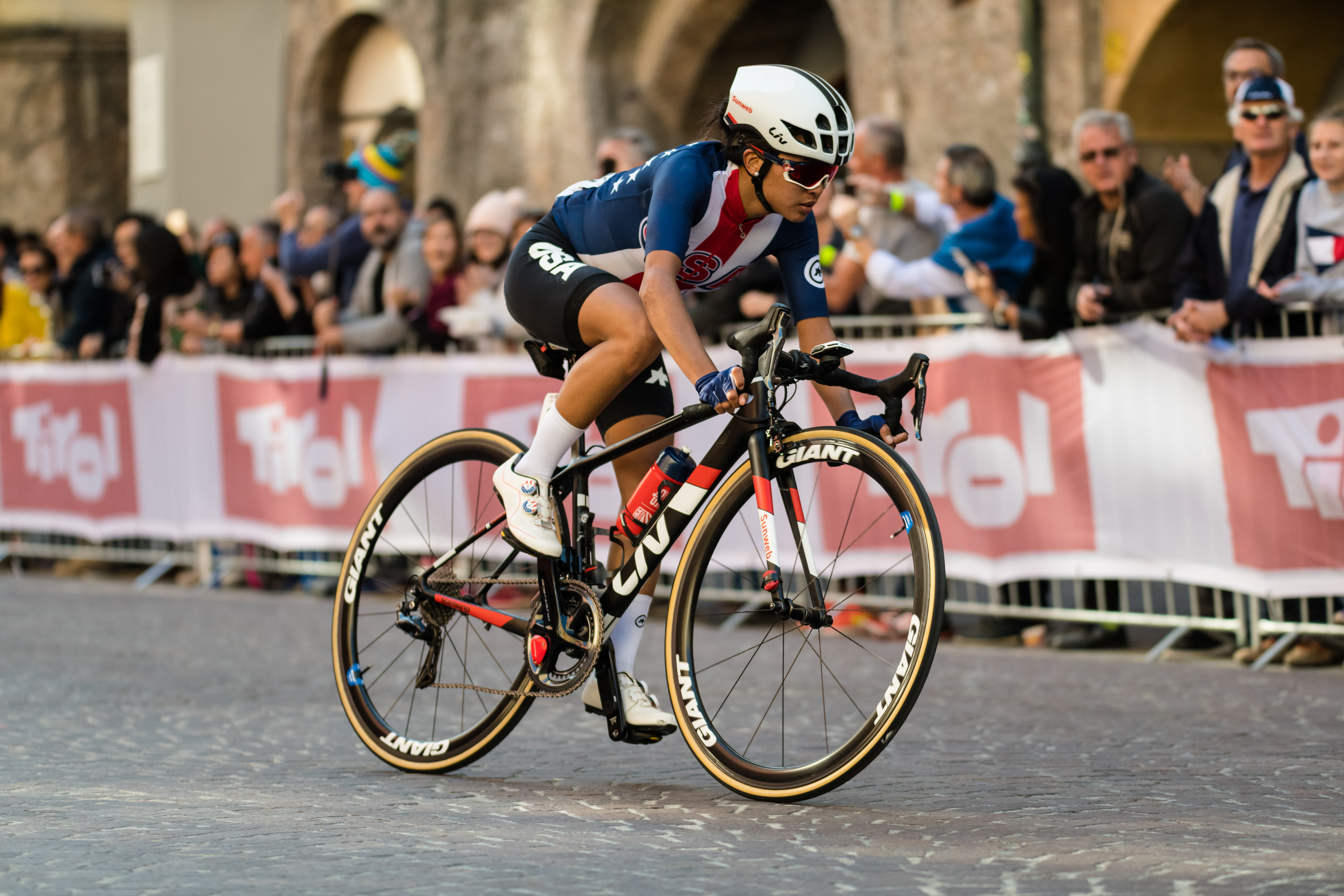
Coryn Rivera échappée lors des championnats du monde

Au Tour de Thuringe, les premières étapes se concluent au sprint. Coryn Rivera s'impose sur l'étape inaugurale,. Elle est deuxième le lendemain derrière Elena Cecchini, puis de nouveau lauréate sur la troisième étape,,. Sur la cinquième étape autour de l'Hanka-Berg, Coryn Rivera, la maillot jaune, attaque dès les premiers kilomètres. Elle est appuyée de Pernille Mathiesen. Toutefois, elle reprise au pied de la montée finale. Elle doit laisser son maillot jaune à Lisa Brennauer,. Elle est encore cinquième du contre-la-montre final et prend la quatrième place du classement général. Elle est la meilleure sprinteuse de l'épreuve.
Au championnat des États-Unis sur route, Coryn Rivera devient championne en devançant nettement au sprint Megan Guarnier et Emma White. Grâce à sa régularité, elle se classe troisième du Tour de Norvège. Au Grand Prix de Plouay, Coryn Rivera suit les favorites et termine troisième du sprint. À La Madrid Challenge by La Vuelta, Sunweb remporte le contre-la-montre par équipes de la première étape. La course en ligne apportant peu de changement au classement général, Coryn Rivera est deuxième de l'épreuve.
Sur la course en ligne des championnats du monde, au sommet de la première ascension de la côte d'Igls, Coryn Rivera attaque et, grâce à une descente rapide, obtient trente secondes d'avance. À cinquante kilomètres de l'arrivée, elle est rejointe par Ellen van Dijk et cinq autres coureuses. Lors de l'ascension suivante, elle perd cependant du terrain sur les meilleures. Elle est finalement trente-et-unième,,.

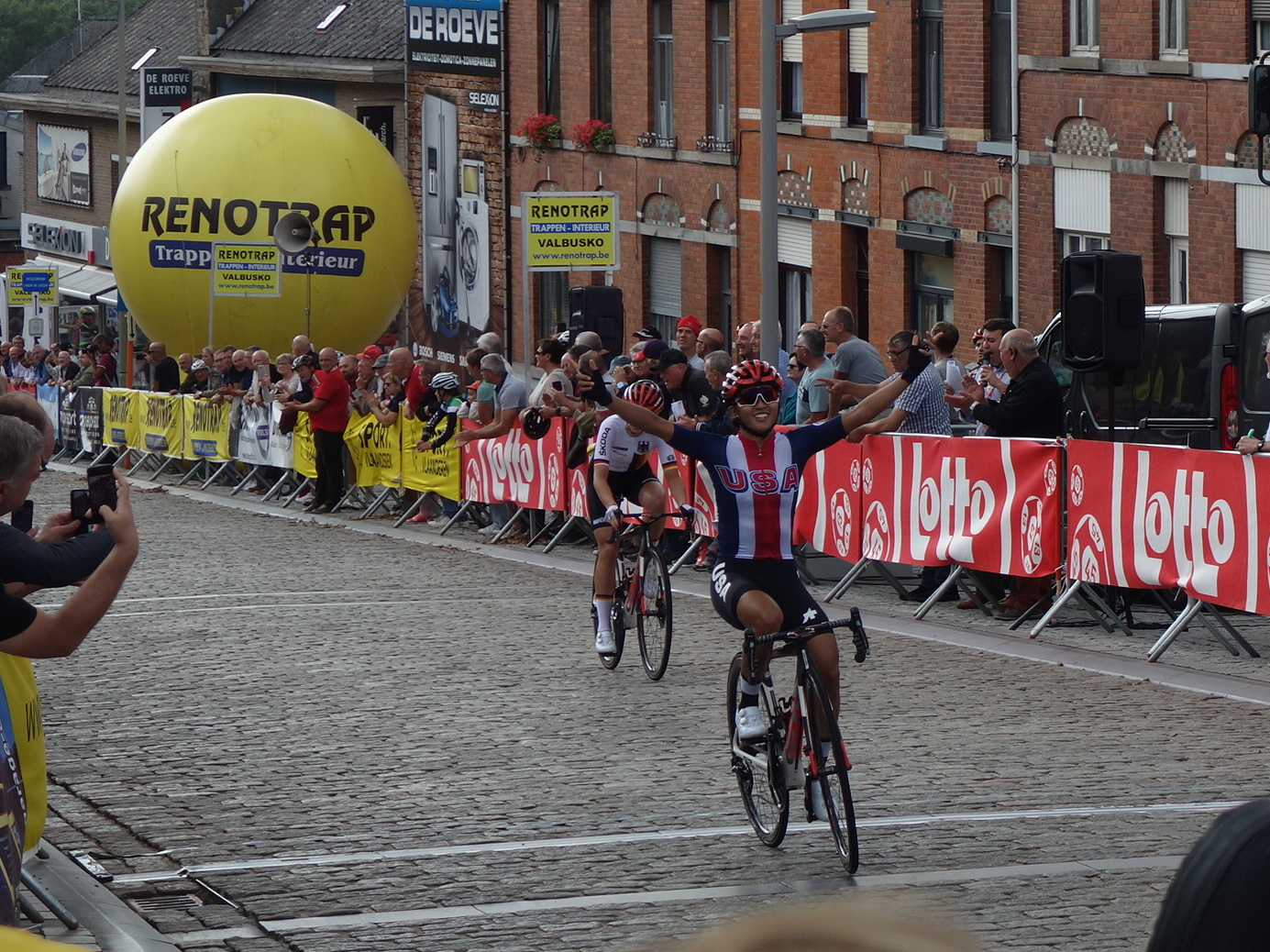
Coryn Rivera remporte l'ultime étape du tour de Belgique 2019

### Une année en deux temps (2019)
Au Trofeo Alfredo Binda-Comune di Cittiglio, Coryn Rivera se classe huitième du sprint. Aux championnats des États-Unis, Coryn Rivera gagne le sprint et se classe ainsi deuxième derrière Ruth Winder. Il lui a manqué une équipière pour pouvoir revenir sur l'échappée. À la RideLondon-Classique, Coryn Rivera est troisième du sprint après déclassement de Kirsten Wild,. 
Au Tour de Norvège, sur la première étape Coryn Rivera est retardée par une chute dans le final et ne peut briller au sprint. Susanne Andersen est sixième. Le lendemain, Coryn Rivera est finalement sixième de l'étape. Sur la troisième étape, dans la montée vers le fort Fredriksten, Stine Borgli mène la montée, mais Marianne Vos y attaque. Seule Coryn Rivera parvient à accompagner la Néerlandaise. Elles coopèrent durant la partie plate. Dans la dernière ascension, Coryn Rivera et Marianne Vos s'observent. Finalement, cette dernière s'impose. Sur la dernière étape, Coryn Rivera est septième. Au classement général final, Coryn Rivera est deuxième. Au Grand Prix de Plouay, Coryn Rivera remporte le sprint du peloton derrière Anna van der Breggen sortie seule.
Sur le Tour de Belgique, Coryn Rivera participe sous le maillot de la sélection américaine. Coryn Rivera est troisième du prologue. Elle gagne la deuxième étape au sprint. Sur l'ultime étape, tout se joue dans l'ultime montée du mur de Grammont. Coryn Rivera s'y impose. L'Américaine est quatrième du classement général et gagne le classement par points.

### Saison blanche (2020)
Au Tour d'Italie, la cinquième étape se conclut au sprint. Coryn Rivera est quatrième. Sur la huitième étape, Coryn Rivera est dans le groupe de neuf coureuses échappées. Le groupe est repris au pied la dernière ascension du jour. L'arrivée dans l'équipe de Lorena Wiebes signifie également qu'elle n'est plus la sprinteuse protégée.

### 2021
Sur la cinquième étape du Tour d'Italie, Coryn Rivera lance le sprint pour Lorena Wiebes qui l'emporte. Le lendemain, Lorena Wiebes lance Coryn Rivera, mais elle est battue par Emma Norsgaard Jørgensen. Sur la septième étape, Coryn Rivera fait partie d'un groupe de poursuite qui tente de revenir sur Lucinda Brand, mais un regroupement général a lieu. Dans l'ultime étape, dans la côte de Sovenza, Lucinda Brand attaque afin de défendre son maillot de meilleure grimpeuse. Elle est accompagnée de : quatre autres coureuses dont Coryn Rivera. L'avance du groupe de tête dépasse légèrement les deux minutes. À quinze kilomètres du but, une accélération de Rivera lâche Brand qui a beaucoup travaillé dans l'échappée. La victoire se dispute au sprint entre Rivera et Deignan, la première s'imposant. 
Au Tour de Norvège, sur la deuxième étape, Coryn Rivera gagne le sprint mais Riejanne Markus gagne pour quelques secondes. Sur la dernière étape, elle est deuxième du sprint derrière Chloe Hosking. Elle est huitième au Grand Prix de Plouay.
Au Ceratizit Challenge by La Vuelta, sur la première étape, la principale difficulté de la journée à soixante kilomètres de l'arrivée, voit la formation d'une échappée de cinq coureuses. Coryn Rivera les rejoint ensuite. Elles passent au sommet avec une minute cinquante-cinq d'avance. Dans le final, les attaques se succèdent, Marlen Reusser part à deux kilomètres de l'arrivée et n'est plus rejointe. Derrière, Coryn Rivera devance Elise Chabbey.

### 2024
Elle met fin à sa carrière cycliste au mois de juillet 2024

## Vie privée
Coryn Rivera s'est mariée à l'automne 2021 et s'appelle depuis Labecki.
Elle réside à Indianapolis.

## Palmarès

### Palmarès sur route

#### Par année
- 2009
  -  Championne des États-Unis sur route juniors
  - 5e étape de la Cascade Cycling Classic
  - 2e du championnat des États-Unis du contre-la-montre juniors
- 2010
  -  Championne des États-Unis sur route juniors
  -  Championne des États-Unis du contre-la-montre juniors
  -  Médaillée de bronze du championnat du monde sur route juniors
  - 10e du championnat du monde du contre-la-montre juniors'
- 2011
  - 1re étape du Tour Féminin en Limousin
- 2014
  -  Championne des États-Unis du critérium
  - 5e étape du North Star Grand Prix
  - Gateway Cup :
    - Classement général
    - 1re, 2e et 3e étapes
- 2015
  - 4e et 5e étapes de la Redlands Classic
  - 2e étape de la Joe Martin Stage Race
  - 5e étape du Tour de Thuringe
  - 2e du championnat panaméricain sur route
  - 2e du championnat des États-Unis sur route
  - 2e de la Clarendon Cup
  - 5e de la Philadelphia Cycling Classic
- 2016
  - 1re étape du Tour de San Luis
  - Joe Martin Stage Race :
    - Classement général
    - 1re et 2e étapes

  - 3e étape du North Star Grand Prix
  - Clarendon Cup
  - 2e du championnat des États-Unis sur route
  - 2e du Grand Prix de San Luis
  - 3e de la Winston-Salem Cycling Classic
  - 3e du North Star Grand Prix
  - 7e du Tour de Thuringe
  - 9e du Tour de Californie
- 2017
  -  Championne du monde du contre-la-montre par équipes
  - Trofeo Alfredo Binda-Comune di Cittiglio
  - Tour des Flandres
  - RideLondon-Classique
  - 3e étape du Tour de Californie
  - 2e du championnat des États-Unis sur route
  - 2e du Tour de Yorkshire
  - 2e de La Madrid Challenge by La Vuelta
  - 3e de Gand-Wevelgem
  - 6e de l'Amstel Gold Race
  - 7e de la Flèche wallonne
- 2018
  -  Championne des États-Unis sur route
  - 1re et 3e étapes du Tour de Thuringe
  - Women's Tour :
    - Classement général
    - 2e étape

  - Contre-la-montre par équipes du Tour de Norvège
  - 2e du contre-la-montre par équipes de l'Open de Suède Vårgårda
  - 2e de la Madrid Challenge by La Vuelta
  -  Médaillée de bronze du championnat du monde du contre-la-montre par équipes
  - 3e du Tour de Norvège
  - 3e du Grand Prix de Plouay
  - 6e du Tour de Drenthe
  - 6e du RideLondon-Classique
  - 8e de la Course en ligne de l'Open de Suède Vårgårda
- 2019
  - 2e et 3e étapes du Tour de Belgique
  - 2e du championnat des États-Unis sur route
  - 2e du Tour de Norvège
  - 2e du Grand Prix de Plouay
  - 3e de la Flèche brabançonne
  - 3e de la RideLondon-Classique
  - 3e de la MerXem Classic
  - 3e du contre-la-montre par équipes de l'Open de Suède Vårgårda
  - 8e du Trofeo Alfredo Binda-Comune di Cittiglio
  - 10e du championnat du monde sur route
- 2021
  - 10e étape du Tour d'Italie
  - 7e de la course en ligne des Jeux olympiques
  - 8e du Grand Prix de Plouay
  - 10e du championnat du monde sur route
- 2022
  - 6e du Trofeo Alfredo Binda-Comune di Cittiglio
  - 9e de l'Amstel Gold Race
- 2023
  - 1re étape de La Vuelta Femenina (contre-la-montre par équipes)
  - 3e du championnat des États-Unis sur route

#### Classements mondiaux
| Année                                 | 2011 | 2012 | 2013 | 2014 | 2015 | 2016 | 2017 | 2018 | 2019 | 2020 | 2021 | 2022 | 2023 | 2024 |
| ------------------------------------- | ---- | ---- | ---- | ---- | ---- | ---- | ---- | ---- | ---- | ---- | ---- | ---- | ---- | ---- |
| Classement UCI                        | 132e | nc   | 139e | 173e | 41e  | 36e  | 6e   | 7e   | 20e  | 202e | 37e  | 78e  | 259e | 510e |
| UCI World Tour                        |      |      |      |      |      | 40e  | 4e   | 5e   | 15e  | 78e  | 50e  | 49e  | 271e | nc   |
|                                       |      |      |      |      |      |      |      |      |      |      |      |      |      |      |
| Légende : nc = non classéSource : UCI |      |      |      |      |      |      |      |      |      |      |      |      |      |      |

#### Tour d'Italie
4 participations :
- 2014 : 97e
- 2017 : 47e
- 2020 : 46e
- 2021 : 25e, vainqueure de la 10e étape

##### Tour de France
1 participation :
- 2023 : 103e

#### Tour d'Espagne
1 participation :
- 2023 : 112e

### Palmarès en cyclo-cross
- 2006
  -  Championne des États-Unis de cyclo-cross débutantes
- 2007
  -  Championne des États-Unis de cyclo-cross débutantes
- 2008
  -  Championne des États-Unis de cyclo-cross juniors
- 2009
  -  Championne des États-Unis de cyclo-cross juniors

### Palmarès sur piste

#### Championnats du monde
- 2010
  -  Médaillée de bronze de l'omnium juniors[4]

#### Championnats des États-Unis
- 2006
  -  Championne des États-Unis de vitesse par équipes juniors (avec Colleen Hayduk)
- 2008
  -  Championne des États-Unis du 500 mètres juniors
  -  Championne des États-Unis de vitesse par équipes juniors (avec Colleen Hayduk)
  -  Championne des États-Unis de course aux points juniors
  -  Championne des États-Unis du scratch juniors
- 2009
  -  Championne des États-Unis de vitesse par équipes juniors
  -  Championne des États-Unis de poursuite juniors
- 2010
  -  Championne des États-Unis du keirin juniors
  -  Championne des États-Unis de vitesse juniors
  -  Championne des États-Unis de course aux points juniors
  -  Championne des États-Unis de poursuite juniors